# LDUキト

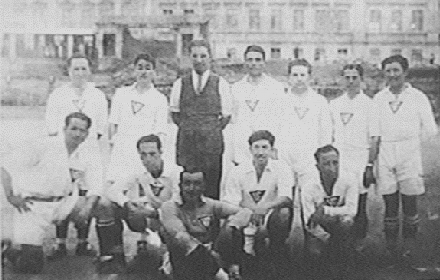
黎明期のLDUキト

リーガ・デポルティーバ・ウニベルシタリア（西: Liga Deportiva Universitaria、スペイン語発音: [ˈliɣa ðepoɾˈtiβa uniβeɾsiˈtarja]）は、エクアドルの首都キトに本拠地を置くプロサッカークラブである。エクアドル国内には同名のクラブが複数あるため、便宜上、LDUキト（西: LDU de Quito）、リーガ・デ・キト（西: Liga de Quito）などと呼ばれる。エクアドルリーグのセリエAに所属。一般にカーサ・ブランカ（白い家）と呼ばれるエスタディオ・ロドリゴ・パス・デルガドをホームスタジアムとしている。
1918年にエクアドル中央大学（Universidad Central del Ecuador）のセミプロチームとしてクルブ・ウニベルシタリオ（Club Universitario）を創設。1930年に公式にLDUとなる。同じくキトを本拠地とするSDアウカス、デポルティーボ・キト、CDエル・ナシオナル、ウニベルシダ・カトリカや、同国最大の都市グアヤキルを本拠地とするバルセロナSC、CSエメレクがライバルクラブとして挙げられる。セリエAではバルセロナ、エメレク、エル・ナシオナルに次ぐ11回の優勝を果たしている。地域リーグでは9回（アマチュアリーグ時代（1922-1953年）に3回、プロリーグ時代（1954-1967年）に6回）優勝している。
国際大会においてエクアドルで最も成功を収めているクラブであり、エクアドルで初めてコパ・リベルタドーレス（2008年）、コパ・スダメリカーナ（2009年）、レコパ・スダメリカーナ（2009年、2010年）を制した。過去に南米サッカー連盟（CONMEBOL）主催3大会を制覇したのは4クラブのみで、他の3クラブは、ボカ・ジュニアーズ、CAインデペンディエンテ（いずれもアルゼンチン）、SCインテルナシオナル（ブラジル）である。2008年には、FIFAクラブワールドカップに出場して準優勝であった。国際サッカー歴史統計連盟（IFFHS）によって南米最優秀クラブにも選出された。

## 歴史

### クラブ創設とアマチュアリーグ時代（1930年-1953年）

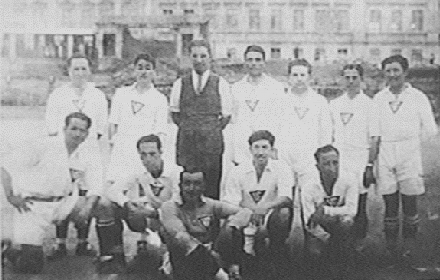
1930年のメンバー

LDUの起源は、1918年10月22日にセサル・ハコメ・モスコーソ博士によって創設されたエクアドル中央大学のセミプロスポーツクラブであるクルブ・ウニベルシタリオ（Club Universitario）まで遡る。ボリバル・レオン博士の統率の下、1930年1月11日にリーガ・デポルティーバ・ウニベルシタリア（LDU）として公式に設立された。サッカーチームの創設メンバーは大学の学生であり、ユニフォーム代、薬代、その他の経費を自己負担していた。レオン博士が最初のユニフォームのデザインを担当し、白色のシャツの胸部分に赤色と青色でできた逆三角を配し、その逆三角の中に白色の「U」の文字を刻んだ。Uの文字は大学（Universidad）のクラブに起源を持つことに敬意を表している。黎明期の選手には、カルロス・アンドラーデ・マリン、オスワルド・モスケラ、アルフォンソ・セバーリョス、アルフォンソ・トロージャ、"エル・モノ"・イカーサなどがいた。
当時はまだ全国リーグが存在しなかった。LDU、グラディアドール、ヒムナスティコ、アトレティコ、クレベランドの5クラブが参加した1932年のピチンチャ州アマチュア選手権（Campeonatos Amateurs de Pichincha）で初タイトルを獲得。LDUは全ての試合に勝利し、エスタディオ・エル・エヒドで行われた最終戦ではグラディアドールを4-0で一蹴した。この時のチームにはホルヘ・サパテル、エドゥアルド・フローレス、A・セバーリョス、セサル・ゴンサレス、ホルヘ・バリャリーノ、ホルヘ・ナランホ、ボリバル・"ニャト"・レオン、アレハンドロ・ダバロス、ウンベルト・ジャニェス、ウンベルト・フレイレ、エルネスト・ゲバラなどが在籍し、ボリバル・レオン博士が監督を務めた。1952年と1953年にもピチンチャ州アマチュア選手権で優勝した。

### プロリーグ時代初期（1954年-1966年）
1954年までに、ピチンチャ州のアマチュアサッカー協会はノン＝アマチュアサッカー協会に発展し、キトとアンバートのクラブによってプロリーグが組織された。1954年にカンペオナート・プロフェシオナル・インテランディーノ（Campeonato Profesional Interandino、アンデス地方プロ選手権）が初めて開催され、ルイス・バスケス監督の下で初優勝を飾った。翌1955年と1956年には準優勝し、1958年にはアルゼンチン人のロベルト・オルテガ監督の下で2回目の優勝を飾った。
1960年代は、インテランディーノ優勝4回（1960年、1961年、1966年、1967年）、準優勝3回（1962年、1963年、1964年）という成績を収めた。1957年と1960年以降、インテランディーノの優勝クラブはエクアドル王者を決める大会への出場権を得た。LDUは1960年のインテランディーノを制したが、エクアドル王者を決める大会では優勝することができず、1964年の3位が最高位であった。1960年にはホセ・ゴメス・ノゲイラ（ブラジル）、1961年にはロマン・ソト（チリ）、1966年にはホセ・アリア・オカンポ（パラグアイ）を獲得し、1960年代には外国人選手がチーム内で重要な役割を果たした。

### 国内での成功、降格、復活（1967年-1989年）
1967年には各地の地域リーグが廃止され、全国リーグ（セリエA、セリエB）に取って代わった。LDUは1968年にセリエAに加入し、1年後の1969年にはノゲイラ監督の下で初優勝を飾った。当時のチームにはフランシスコ・ベルトッチ、ホルヘ・タピア、アルマンド・"ティト"・ラレーア、カルロス・リオス、サンティアゴ・アレ、エンリケ・ポルティーリャ、ラミロ・トバールなどがいた。リーグ優勝によって初めてコパ・リベルタドーレスの出場権を得て、セカンドラウンドに進出するとともに、ベルトッチが大会得点王に輝いた。しかし成功は短期間に終わり、1972年シーズンのセリエAでは8クラブ中7位に終わった。当時はピチンチャ州から4クラブのみがセリエA参戦資格を得ており、ピチンチャ州のクラブとしてセリエA最下位に終わったLDUは、セリエBでピチンチャ州のクラブとして最高位であったウニベルシダ・カトリカとの昇降格プレーオフに臨んだが、このプレーオフに敗れてセリエB降格が決定した。2年間をセリエBで過ごし、1974年シーズンのファーストステージ終了後にセリエA昇格を決めた。昇格の勢いそのままにセリエAでも躍進し、1974年シーズンにはCDエル・ナシオナルを破って2回目のセリエA優勝を飾った。1975年シーズンにもリーグ優勝し、セリエAで初めて2連覇を達成したクラブとなった。1975年と1976年にはコパ・リベルタドーレスに出場し、両大会とも準決勝に進出。この時代にはポロ・カレーラ、オスカル・スビア、ホルヘ・タピア、グスタボ・タピア、ワルテル・マエッソ、フアン・カルロス・ゴメス、ラミロ・トバール、フアン・ホセ・ペレス、ロベルト・ススマンなどが在籍し、コロンビア人のレオネル・モントーヤ監督が采配を振るった。1977年にはリーグ戦で準優勝し、1978年にもコパ・リベルタドーレスに出場した。降格からの復活を果たしたかに見えたが、1980年代はクラブにとって惨めな期間となった。1981年にはパウロ・セサールが得点王に輝き、リーグ戦でも準優勝、翌1982年にはコパ・リベルタドーレスに出場したが、その後は3位以下のシーズンが続いた。

### 国内最強クラブへの飛躍（1990年-2000年代）
1990年代と2000年代は国内大会での成功を収めた。1990年シーズンは国内最強と認められていたバルセロナSCに競り勝って15年ぶりのリーグ優勝を果たし、1998年、1999年シーズンもトロフィーを掲げた。1998年の優勝は新スタジアムであるカーサ・ブランカがオープンしてから初めての優勝であり、CSエメレクを相手に7-0という記録的な勝利をあげてシーズンを終えた。2000年は国内リーグでの成績が低迷してセリエB降格となった。しかし、2001年シーズンにはセリエBで優勝し、わずか1シーズンでセリエA復帰を果たすと、2年後の2003年には7回目のセリエA優勝を飾った。2000年代後半からは積極的に外国人選手を獲得。2005年には、ペルー代表で最多出場記録を保持するロベルト・パラシオスを獲得し、2006年に獲得したパラグアイ代表のエンリケ・ベラは翌年に最優秀外国人選手賞を受賞した。2009年には、2002 FIFAワールドカップに出場したリカルド・モラレス（ウルグアイ）を獲得した。2005年、2007年、2010年シーズンとセリエAを制し、リーグ優勝回数が10回に到達した。

### 国際舞台での成功（2008年-）
2008年以降は多くの国際大会に出場した。2008年のコパ・リベルタドーレスでは、決勝でフルミネンセFC（ブラジル）をPK戦の末に破って初優勝し、FIFAクラブワールドカップの出場権を獲得した。アルゼンチンとブラジル以外のクラブが同大会の出場権を得るのは初めてのことであった。日本で開催されたFIFAクラブワールドカップでは、ダミアン・マンソらを中心としたサッカーで、準決勝でCFパチューカ（メキシコ、北中米カリブ海代表）を2-0で破ったが、横浜国際総合競技場で行われた決勝ではマンチェスター・ユナイテッド（イングランド、ヨーロッパ代表）に0-1で敗れた。
2009年のレコパ・スダメリカーナでは、2008年にコパ・スダメリカーナを制したSCインテルナシオナル（ブラジル）と対戦。ポルトアレグレで行われたファーストレグでは、クラウディオ・ビエレールの得点で1-0と勝利を収め、カーサ・ブランカで行われたセカンドレグではカルロス・エスピノサ、ビエレール、エンリケ・ベラの得点で3-0と快勝した。2年連続で国際タイトルを獲得し、複数の国際タイトルを獲得したエクアドルで初のクラブとなった。レコパでの優勝から間もなく、2009年のコパ・スダメリカーナで3個目の国際タイトルを獲得。リベルタ（パラグアイ）、CAラヌース（アルゼンチン）、CAベレス・サルスフィエルド（アルゼンチン）、CAリーベル・プレート（ウルグアイ）などに勝利して勝ち上がり、決勝はフルミネンセとの再戦となった。ホームでのファーストレグは5-1で大勝したが、マラカナンで行われたアウェーでのセカンドレグには0-3で敗れ、2戦合計5-4の辛勝だった。
このコパ・スダメリカーナ優勝によって、南米サッカー連盟 (CONMEBOL) の主催3大会を制覇した3番目のクラブとなった。1大会目の優勝から3大会目の優勝まで17ヶ月しか要しておらず、史上最短での3冠達成となった。2010年のレコパ・スダメリカーナではエストゥディアンテス（アルゼンチン）を相手に、ホームでのファーストレグはエルナン・バルコスの2得点で2-1と勝利し、セカンドレグではスコアレスドロー。2戦合計で勝利を納め、同大会2連覇を達成した。

## スタジアム

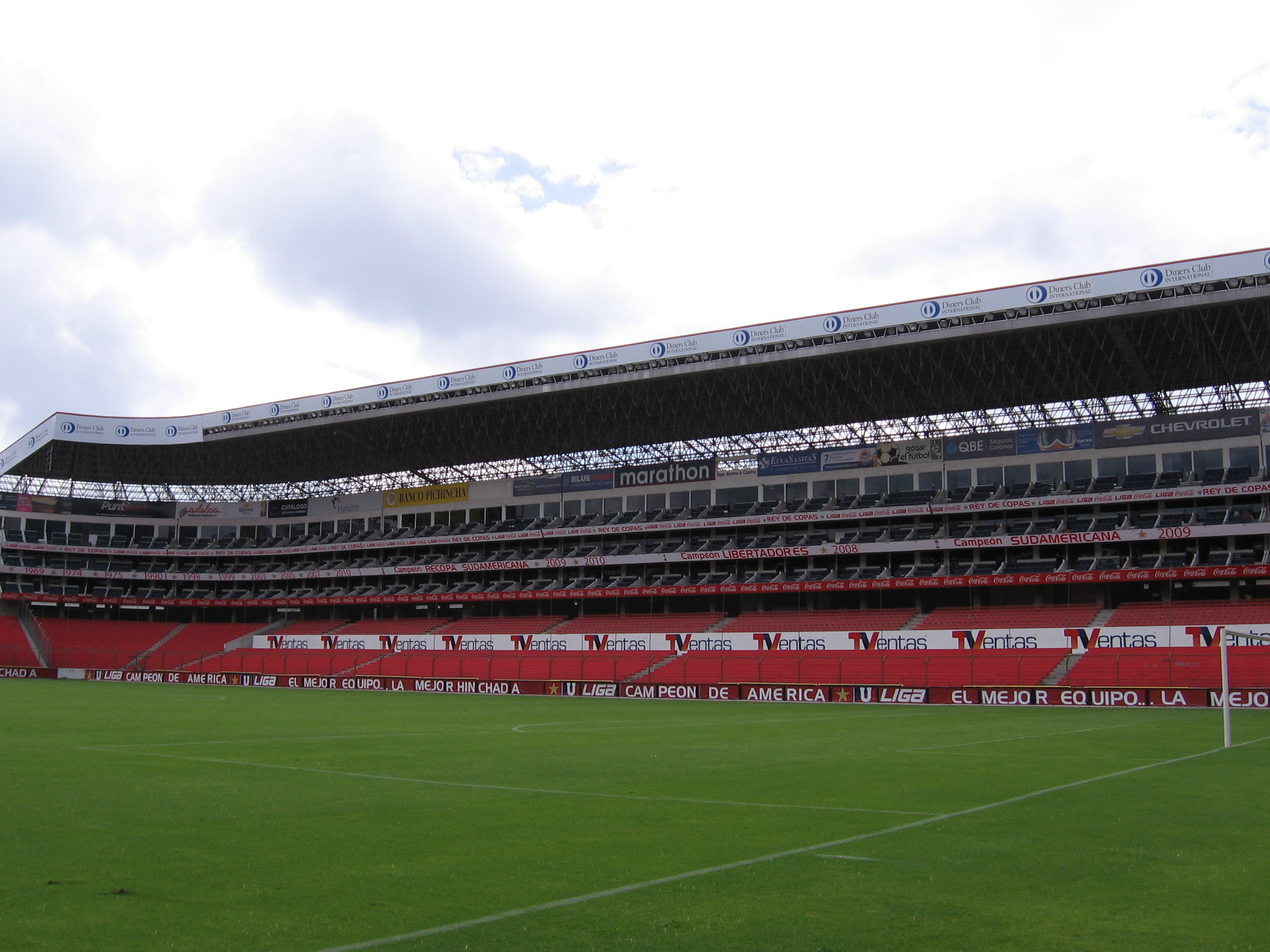
カーサ・ブランカ

LDUは過去に4つのスタジアムをホームスタジアムとして使用している。最初のスタジアムはエスタディオ・ウニベルシタリオ・セサル・アニバル・エスピノーサであり、エクアドル中央大学に所在した。1932年には、キトに本拠地を置く多くのクラブがホームスタジアムとして使用していたエスタディオ・エル・エヒドに移った。1962年、やはりキトの多くのクラブが使用していたエスタディオ・オリンピコ・アタウアルパに移り、1996年までホームスタジアムとして使用。1997年、市北部に自前のエスタディオ・デ・LDU（エスタディオ・カーサ・ブランカ）を建設した。カーサ・ブランカは収容人数においてキト最大のスタジアムであり、グアヤキルのエスタディオ・モヌメンタル・ブランコ・ピチンチャに次いでエクアドル第二のスタジアムである。1997年3月6日に公式にオープンし、アトレチコ・ミネイロ（ブラジル）との初試合ではLDUが3-1で勝利した。カーサ・ブランカの開場以来、LDUは多くの国内および国際タイトルをこのスタジアムで獲得してきたため、他クラブにとっては難攻不落のスタジアムとして知られている。エクアドルで最も人気があり、成功も収めているバルセロナは、カーサ・ブランカではLDUに勝利できていない。

## サポーターとライバル

### ニックネーム
LDUには多くのニックネームが存在する。伝統的な白色のユニフォームから、最も一般的にはロス・アルボス（Los Albos、白）と呼ばれる。ロス・メレンゲス（Los Merengues、メレンゲ）、ロス・アスセナス（Los Azucenas、白ユリ）とも呼ばれる。また、エクアドル中央大学のサッカーチームに起源を持つことから、ロス・セントラーレス（Los Centrales、中央）やロス・ウニベルシタリオス（Los Universitarios、大学）というニックネームも得ている。2000年代後半にカップ戦の国際大会で成功を収めたことから、しばしばレイ・デ・コパス（Rey de Copas、カップ戦の王者）とも呼ばれる。まれにではあるが、そのプレースタイルからラ・ボルダドーラ（La Bordadora、刺繍職人）とも呼ばれる。

### サポーター
最近の調査によると、LDUは、キト（46%がLDUサポーター）およびシエラ地域（38%がLDUサポーター）において最もサポーター数が多いクラブである。エクアドル全体では2番目か3番目に人気があるクラブとされており、近年の国内外での成功により、全国的にサポーター数が増加している。LDUのサポーターはリギスタス（liguistas）と呼ばれる。最も著名なウルトラスであるラ・ムエルテ・ブランカ（La Muerte Blanca、白い死神）は、ホームゲームでカーサ・ブランカの南側メインスタンドに陣取り、巨大な横断幕・フレア・太鼓を使用して熱烈に応援する。

### ライバル

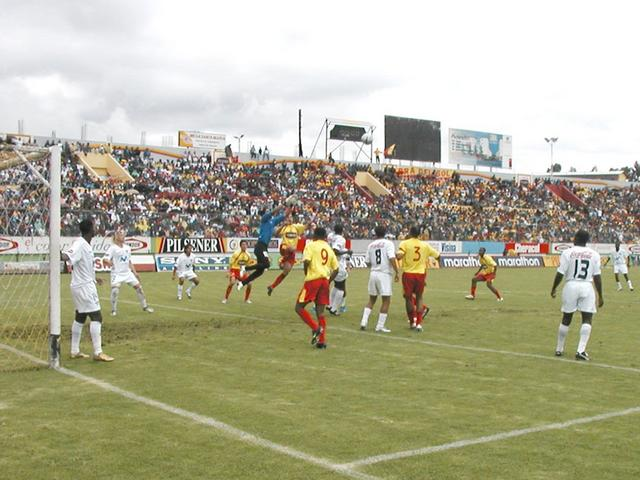
2005年にエスタディオ・チリョガーリョで行われたスーペルクラシコ

最も古くからのLDUのライバルは、キト南部に本拠地を置くSDアウカス（1945年創設）である。両者の対戦はスーペルクラシコ・デ・キト（Superclásico de Quito、キトのスーペルクラシコ）またはスーペルクラシコ・カピタリーノ（Superclásico Capitalino、首都のスーペルクラシコ）と呼ばれる。最初の対戦は1945年であった。しかし近年は両者の実力が拮抗しておらず、アウカスが下位リーグでプレーする機会も増えてきている。アウカスの低迷が長引くにつれて、スーペルクラシコは当初の重要性を失いつつある。
現在では、LDUのサポーターはCDエル・ナシオナル（1964年創設）に対して強いライバル意識を抱いている。両者の対戦はクラシコ・キテーニョ（Clásico Quiteño、キト・ダービー）またはクラシコ・カピタリーノ（Clásico Capitalino、首都ダービー）と呼ばれ、今日のキトで最も重要な試合であると見なされている。両者の最初の対戦は1964年で、エル・ナシオナルがLDUに1-0で勝利を収めた。
LDUと同じくキトに本拠地を置き、大学に起源を持つウニベルシダ・カトリカ（1963年創設）との対戦はクラシコ・ウニベルシタリオ（Clásico Universitario、大学ダービー）と呼ばれる。最初の対戦は1966年であった。
近年は、バルセロナSC（1925年創設）とのライバル関係が大きくなっている。山間部の首都キトを本拠地とするLDUと、最大の港湾都市グアヤキルを本拠地とするバルセロナとの間でライバル関係が増長し、ナショナルダービー（Clásico Nacional）を形成しつつある。特に1981年、1990年、2003年、2005年前期、2018年シーズンは、セリエAにおいて両者による激しい優勝争いが繰り広げられた。

## クラブカラ―とエンブレム

### エンブレム
歴史的には、LDUのエンブレムはクーリエ（Courier）というフォントによる赤く巨大な「U」の大文字である。このロゴは1950年から1996年に使用され、1997年に現行のエンブレムが採用された。赤色と青色の逆三角はキト市旗に由来する。2000年代後半に国際大会での成功が続いたことにより、獲得した国際タイトル数を表す金色の星をエンブレム上部にあしらっている。

### ユニフォーム
ロス・アルボス（白）というニックネームが示すように、LDUのユニフォームは歴史的に全身が白色であり、左胸にエンブレムが付けられている。現在のセカンドキットは細部に金色を用いた黒色である。かつては細部にオレンジ色を用いた灰色のセカンドキットや、細部に灰色を用いた金色のセカンドキット、細部に金色を用いた赤色のセカンドキット（いずれも国内用のセカンドキット）、細部に赤色を用いた黒色のセカンドキット（コパ・リベルタドーレス用）が採用されていた。2008年シーズンはコパ・スダメリカーナ（金色）とFIFAクラブワールドカップ（黒色）で特別デザインのユニフォームが使用された。ユニフォームサプライヤーはアンブロであり、2011年以降はDCカード（クレジットカード会社）がメインスポンサーである。コカ・コーラとシボレーもスポンサーを務めている。
| 2008年のファーストキット | 2008年の国内用セカンドキット | 2008年のコパ・リベルタドーレス用セカンドキット | 2008のコパ・スダメリカーナ用セカンドキット | FIFAクラブワールドカップ2008用キット |

| 2009年のファーストキット | 2009年の国内用セカンドキット | 2009年のコパ・スダメリカーナ用セカンドキット | 2009年のレコパ・スダメリカーナ用ファーストキット | 2009年のレコパ・スダメリカーナ用セカンドキット |

| 2010年のファーストキット | 2010年の国内用セカンドキット | 2010年のコパ・スダメリカーナ用セカンドキット | 2010年のレコパ・スダメリカーナとコパ・スダメリカーナ用キット |

## タイトル

### 国内タイトル
全国リーグ
- セリエA（1957-）：11回
  - 1969, 1974, 1975, 1990, 1998, 1999, 2003, 2005前期, 2007, 2010, 2018
- セリエB（1971-）：2回
  - 1974前期, 2001
- コパ・エクアドル（2018-）：1回
  - 2018-19
- スーペルコパ・デ・エクアドル（2020-）：2回
  - 2020, 2021

地域リーグ
- ピチンチャ州アマチュア選手権（1922-1953）：3回
  - 1932, 1952, 1953
- カンペオナート・プロフェシオナル・インテランディーノ（1954-1967）：6回
  - 1954, 1958, 1960, 1961, 1966, 1967

### 国際タイトル
- コパ・リベルタドーレス（1960-）：1回
  - 2008
- コパ・スダメリカーナ（2002-）：2回
  - 2009, 2023
- レコパ・スダメリカーナ（1989-）：2回
  - 2009, 2010

- FIFAクラブワールドカップ（2000-）：0回
  - 優勝 : なし
  - 準優勝 : 2008

## 現所属メンバー
2025年1月25日現在
注：選手の国籍表記はFIFAの定めた代表資格ルールに基づく。
| No. | Pos. |              | 選手名                       |
| --- | ---- | ------------ | ---------------------------- |
| 1   | GK   | エクアドル   | ゴンサロ・バジェ             |
| 2   | DF   | エクアドル   | エルツィン・エリケ           |
| 3   | DF   | エクアドル   | リチャルド・ミナ             |
| 4   | DF   | ハイチ       | リカルド・アデ (第3主将)     |
| 5   | MF   | エクアドル   | ケビン・ミンダ               |
| 6   | DF   | エクアドル   | ダリオ・アイマール           |
| 7   | FW   | チリ         | ラウタロ・パストラン         |
| 8   | MF   | エクアドル   | カルロス・グルエソ ()        |
| 9   | FW   | アルゼンチン | リサンドロ・アルスガライ     |
| 10  | FW   | エクアドル   | アレクサンデル・アルバラード |
| 11  | FW   | エクアドル   | ミチャエル・エストラーダ     |
| 12  | GK   | エクアドル   | アレクシス・ビジャ           |
| 13  | MF   | エクアドル   | ルディ・ミナ                 |
| 14  | DF   | エクアドル   | ホセ・キンテロ (副主将)      |
| 15  | MF   | ボリビア     | ガブリエル・ビジャミル       |
| 17  | FW   | エクアドル   | フレディ・ミナ               |
| 19  | FW   | パラグアイ   | アレックス・アルセ           |
| 20  | MF   | チリ         | フェルナンド・コルネホ       |

| No. | Pos. |            | 選手名                     |
| --- | ---- | ---------- | -------------------------- |
| 21  | MF   | エクアドル | エデルソン・カスティージョ |
| 22  | GK   | エクアドル | アレクサンデル・ドミンゲス |
| 23  | FW   | エクアドル | メルビン・ディアス         |
| 24  | FW   | エクアドル | アレハンドロ・カベサ       |
| 25  | MF   | エクアドル | マディソン・フリオ         |
| 28  | DF   | エクアドル | ヘスス・ポロ               |
| 29  | FW   | エクアドル | ブライアン・ラミレス       |
| 30  | DF   | ウルグアイ | ジャン・フランコ・アジャラ |
| 31  | DF   | エクアドル | ダニエル・デ・ラ・クルス   |
| 32  | MF   | エクアドル | フアン・ロドリゲス         |
| 33  | DF   | エクアドル | レオネル・キニョネス       |
| 34  | DF   | エクアドル | ジェルマン・キニョネス     |
| 36  | GK   | エクアドル | アルヘニス・プレシアード   |
| 37  | MF   | エクアドル | パトリック・オルティス     |
| 38  | MF   | エクアドル | サムエル・アングロ         |
| -   | DF   | エクアドル | マイケル・カイセド         |
| -   | MF   | エクアドル | アリエル・ボルハ           |
| -   | FW   | エクアドル | ケビン・ピネダ             |

## 統計
| 大会                         | シーズン | 試合数 | 勝利 | 引分 | 敗北 | 得点 | 失点 | 得失点 | 勝ち点 | 勝率   | 優勝回数 | 準優勝回数 | 備考                      |
| ---------------------------- | -------- | ------ | ---- | ---- | ---- | ---- | ---- | ------ | ------ | ------ | -------- | ---------- | ------------------------- |
| セリエA                      | 58       | 2051   | 873  | 572  | 606  | 3079 | 2355 | +724   | 3191   | 51.86% | 11       | 4          | 通算順位表4位             |
| コパ・リベルタドーレス       | 17       | 137    | 51   | 31   | 55   | 193  | 192  | +1     | 184    | 44.77% | 1        | 0          | 最高位: 優勝 (2008)       |
| コパ・スダメリカーナ         | 11       | 68     | 32   | 13   | 23   | 104  | 79   | +25    | 109    | 53.43% | 1        | 1          | 最高位: 優勝 (2009)       |
| レコパ・スダメリカーナ       | 2        | 4      | 3    | 1    | 0    | 6    | 1    | +5     | 10     | 83.33% | 2        | 0          | 最高位: 優勝 (2009, 2010) |
| FIFAクラブワールドカップ     | 1        | 2      | 1    | 0    | 1    | 2    | 1    | +1     | 3      | 50.00% | 0        | 1          | 最高位: 準優勝 (2008)     |
| スルガ銀行チャンピオンシップ | 1        | 1      | 0    | 1    | 0    | 2    | 2    | 0      | 1      | 33.33% | 0        | 1          | 最高位: 準優勝 (2010)     |
| コパCONMEBOL                 | 1        | 4      | 2    | 1    | 1    | 8    | 7    | +1     | 7      | 58.33% | 0        | 0          | 最高位: 準々決勝 (1998)   |

## 歴代監督
- ボリバル・レオン（クラブ初の監督）
- セサル・ハコメ・モスコーソ（1932年にアマテウル・ピチンチャ優勝）
- ルイス・バスケス（1952年と1953年にアマテウル・ピチンチャ優勝、1954年にインテランディーノ優勝）
- ロベルト・エリセオ・オルテガ（1958年にインテランディーノ優勝）
- ホセ・ゴメス・ノゲイラ（1960年にインテランディーノ優勝、1969年にセリエA優勝）
- ロマン・ソト（1961年にインテランディーノ優勝）
- ホセ・マリア・オカンポ（1966年と1967年にインテランディーノ優勝）
- レオネル・モントーヤ（1973年に昇格、1974年と1975年にセリエA優勝）
- ポロ・カレーラ（1990年にセリエA優勝）
- パウロ・マッサ（1998年にセリエA優勝）
- マヌエル・ペレグリーニ（1999年にセリエA優勝）
- フリオ・アサド（2001年にセリエB優勝、セリエA昇格）
- ホルヘ・フォサーティ（2003年にセリエA、2009年にレコパ・スダメリカーナとコパ・スダメリカーナ優勝）
- フアン・カルロス・オブリタス（2005年にアペルトゥーラ優勝）
- エドガルド・バウサ（2007年にセリエA、2008年にコパ・リベルタドーレス優勝、2010年にレコパ・スダメリカーナとセリエA優勝）

## 歴代在籍選手

### 得点王
LDU在籍時に、6人の選手がセリエAで得点王に、5人の選手がインテランディーノで得点王に輝いている。コパ・リベルタドーレスでは3人、コパ・スダメリカーナでは1人、コパCONMEBOLでは1人が得点王に輝いている。クラブ最多得点者は68得点のホセ・ビセンテ・モレーノである。
| セリエA - ピオ・コウチーニョ (1966, 13得点) - フランシスコ・ベルトッチ (1969, 26得点) - パウロ・セーザル (1981, 25得点) - ハニオ・ピント (1988, 18得点) - ディエゴ・エレーラ (1993, 21得点) - クラウディオ・ビエレル (2009, 22得点) | インテランディーノ - エドゥアルド・ボレス (1954, 8得点) - アルマンド・ラレア (1963, 7得点) - エピファニオ・ブリスエーラ (1963, 7得点) - ネルソン・カベサス (1963, 7得点) - ピオ・コウチーニョ (1967, 7得点) | コパ・リベルタドーレス - フランシスコ・ベルトッチ (1970, 9得点) - アグスティン・デルガド (2006, 5得点) - パトリシオ・ウルティア (2006, 5得点) コパ・スダメリカーナ - クラウディオ・ビエレル (2009, 8得点) コパCONMEBOL - カルロス・モラレス (1998, 4得点) |

### FIFAワールドカップ出場選手
LDU在籍時にFIFAワールドカップに出場した選手
| 大会                    | 代表       | 名前                     | チーム成績         | 個人成績                                         |
| ----------------------- | ---------- | ------------------------ | ------------------ | ------------------------------------------------ |
| 2002 FIFAワールドカップ | エクアドル | アルフォンソ・オブレゴン | グループリーグ敗退 |                                                  |
| 2002 FIFAワールドカップ | エクアドル | カルロス・テノリオ       | グループリーグ敗退 |                                                  |
| 2006 FIFAワールドカップ | エクアドル | パウル・アンブロッシ     | ベスト16           | 1試合に出場                                      |
| 2006 FIFAワールドカップ | エクアドル | アグスティン・デルガド   | ベスト16           | 3試合に出場、ポーランド戦とコスタリカ戦で計2得点 |
| 2006 FIFAワールドカップ | エクアドル | エディソン・メンデス     | ベスト16           | 全4試合にフル出場                                |
| 2006 FIFAワールドカップ | エクアドル | クリスティアン・モラ     | ベスト16           | 全4試合にフル出場                                |
| 2006 FIFAワールドカップ | エクアドル | ジョバンニ・エスピノサ   | ベスト16           | 全4試合に出場                                    |
| 2006 FIFAワールドカップ | エクアドル | ネイセル・レアスコ       | ベスト16           | 3試合に出場                                      |
| 2006 FIFAワールドカップ | エクアドル | パトリシオ・ウルティア   | ベスト16           | 3試合に出場                                      |
| 2010 FIFAワールドカップ | パラグアイ | エンリケ・ベラ           | ベスト8            | 全5試合に出場                                    |

### その他
- ウリセス・デ・ラ・クルス 1997-1999, 2000, 2009-
- カルロス・テノリオ 2001-2003
- アレックス・アギナガ 2004-2005
- エディソン・メンデス 2005-2006, 2009-
- イバン・カビエデス 2006-2008
- アグスティン・デルガド 2006-2008
- ホフレ・ゲロン 2006-2008
- ロベルト・パラシオス 2005-2006
- エルキン・ムリージョ 2004-2006
- カルロス・エスピノラ 2003-2007, 2009-
- エンリケ・ベラ 2006-2008, 2009-
- レイナルド・ナビア 2008
- ダミアン・マンソ 2007-2008
- リカルド・モラレス 2009